# Oligoclada heliophila
Oligoclada heliophila är en trollsländeart som beskrevs av Borror 1931. Oligoclada heliophila ingår i släktet Oligoclada och familjen segeltrollsländor. Inga underarter finns listade i Catalogue of Life.